# Rezolucja Rady Bezpieczeństwa ONZ nr 1862
Rezolucja Rady Bezpieczeństwa ONZ nr 1862 została przyjęta 14 stycznia 2009 podczas  6065. posiedzenia Rady.
Rezolucja została przyjęta w związku z przedłużającymi się trudnościami w załagodzeniu sporu granicznego między Dżibuti a Erytreą w okolicy Półwyspu Doumeira (granica dżibutyjsko-erytrejska) oraz trwającym napięciem między obydwoma krajami.
Rezolucja wzywa obydwie strony konfliktu do uregulowania sporu drogą pokojową. Ponieważ wojska dżibutyjskie w wyniku wcześniejszych uzgodnień zostały już wycofane do pozycji zajmowanych przed rozpoczęciem sporu (tj. przed czerwcem 2008 r.), rezolucja wzywała władze Erytrei do natychmiastowego:
- wycofania swych sił ze spornego terenu oraz zdemilitaryzowania obszaru Półwyspu Doumeira oraz wyspy Doumeira;
- rozwiązania trwającego sporu granicznego w sposób satysfakcjonujący obydwie zainteresowane strony;
- dotrzymania międzynarodowych zobowiązań, wynikających z przynależności do ONZ.

Spór graniczny między Erytreą i Dżibuti był także przedmiotem rezolucji 1907.